# 해오름초등학교
해오름초등학교는 대한민국 경기도 안양시 동안구에 있는 공립 초등학교이다. 현재 1,2학년에 2개반,3,4,5,6학년에 3개반이존재한다.

## 학교 연혁
- 2012년 3월 1일 : 학교 설립 인가
- 2012년 3월 1일 : 초대 장동권 교장 부임
- 2012년 3월 1일 : 10학급 편성 개교, 유치원 3학급
- 2012년 9월 1일 : 6개학급 증설
- 2017년 3월 1일 : 제2대 엄애숙 교장 부임
- 2017년 3월 9일 : 1개학급 증설
- 2021년 3월 1일 : 25학급 편성, 특수2학급, 유치원3학급
- 2022년 3월 1일 : 제3대 안순례 교장 부임
- 2024년 8월 20일: 신규 전교 임원 선출